# G-Sides
A G-Sides egy 2002-es Gorillaz-album. 

## Számok
1. "19-2000" (Soulchild Remix) – 3:30
2. "Dracula" – 4:43
3. "Rock The House" (Radio Edit) (ft. Del tha Funkee Homosapien) – 3:03
4. "The Sounder" (Edit) – 4:29
5. "Faust" – 3:51
6. "Clint Eastwood" (Phi Life Cypher Version) (ft. Phi Life Cypher) – 4:52
7. "Ghost Train" – 3:54
8. "Hip Albatross" – 2:43
9. "Left Hand Suzuki Method" – 3:12
10. "12D3" – 3:24